# Марваниды
Марваниды — династия эмиров курдского происхождения, правившая в 983—1085 годах на территориях Верхней Месопотамии и окрестностях Ванского озера.

## История
По свидетельству Ибн Хальдуна, основатель династии Бат аль-Хамидия в начале своей деятельности был всего
лишь предводителем разбойничьей шайки, промышлявшей грабежом в провинции Мосул. Затем стал совершать набеги на Диярбакыр, захватив несколько крепостей на границе Курдистана и Армении. Вскоре Бат сплотил вокруг себя большое количество людей, вступил в Армению и захватил город Эрджиш. Бат был союзником Буидов когда они завоевали Мосул (978). Воспользовавшись ослаблением влияния Буидов после смерти эмира Азуд ад-Доуле (ум. 983), он захватил у мосульских Хамданидов Майяфарикин (ныне Сильван) и значительную часть Диярбакыра, в том числе Амид, Нусайбин и другие города юго-западной Армении.
В том же 983 году Буиды безуспешно попытались отобрать Нусайбин. Другая буидская армия потерпела поражение в битве у Баджлая. В 984 году Бат захватил Мосул, но затем был разбит и отступил в Диярбакыр. Тогда же Хамданиды попытались вернуть Майяфарикин, но были отброшены от его стен. В 987 году Бат предпринял новую попытку захватить Мосул. Хамданиды обратились за поддержкой к арабскому шейху Мухаммаду из рода Укайлидов и в 990 году совместными усилиями они нанесли курдам тяжелое поражение под Мосулом. В этом сражении пал и сам Бат.
После смерти Бада его преемником стал племянник аль-Хасан ибн Марван, который сумел нанести Хамданидам поражение и взял в плен их эмира аль-Хусейна. Брат aль-Хусейна, Ибрагим, бежал в Нусайбин, где он был казнён Мухаммадом. В результате Мосул перешел под власть Укайлидов.
После кончины аль-Хасана ему наследовали братья — Саид I и Ахмад (Ибн Марван). Последний правил более 50 лет. При нём эмират достиг весьма значительного могущества и процветания. Некоторое время Ибн Марван выплачивал дань Укайлидам Мосула и передал им в 1030 году Нусайбин. В 1056 году признал себя вассалом сельджукского султана Тогрыла I, сохранив тем самым власть своей династии над Диярбакыром.
После смерти Ибн Марвана в 1061 году его владения временно были разделены между сыновьями Насром, правившим в Майяфарикине и Саидом II — в Амиде. В 1063 году Наср объединил весь Диярбакыр, но могущество Марванидов в это время уже шло на убыль. Халифский визирь Фахр ад-даула получил от султана Малик-шаха I разрешения вторгнуться в Диярбакыр, который в 1085 году Диярбакыр был завоеван и вошел в состав Сельджукской империи.

## Список правителей династии Марванидов
1. Абу Шуджа Бад ибн Достак (Бад аль-Курди) (983—990)
2. Абу Али аль-Хасан ибн Марван (990—997)
3. Абу Мансур Мумаххид ад-Даула Саид ибн Марван (997—1010)
4. Наср ад-Даула Ахмад ибн Марван (Абу Наср Ахмад) (1011—1061)
5. Саид (1061—1079)
6. Мансур Насир ад-даула (1080—1085)